# Адамович, Павел
Па́вел Бо́гдан Адамо́вич (пол. Paweł Bogdan Adamowicz; 2 ноября 1965, Гданьск — 14 января 2019, там же) — польский политический деятель, президент города Гданьска (1998—2019) и c 2001 года активист партии «Гражданская платформа».
В 1990 году избран членом городского совета Гданьска и занимал эту должность до 1998 года, когда был избран мэром города; пять раз переизбран на эту должность: в 2002, 2006, 2010, 2014 и 2018 годах.
Награждён папой Иоанном Павлом II медалью Крест «За заслуги перед Церковью и Папой» и президентом Александром Квасьневским — Крестом Заслуги.

## Биография
Родился Павел Адамович 2 ноября 1965 года в Гданьске (ПНР), в семье экономистов Ричарда (род. 30 мая 1928 года) и Терезы Адамовичей, переехавших в Гданьск из Вильнюса в 1946 году. У Павла есть старший брат — Пётр Адамович, известный журналист и бывший диссидент. В 1972—1980 годах учился в школе № 50 им. Эмилии Плятер в Гданьске, затем в 1980—1984 годах был студентом Первого лицея имени Николая Коперника в Гданьске. Активно вместе с братом поддерживал контакты с членами находящейся во время военного положения в подполье членами «Солидарности», распространял листовки и был одним из редакторов подпольного журнала «Единство».
В 1984—1989 гг. был студентом факультета права и администрации Гданьского университета. В студенческие годы был редактором также подпольного журнала «АBC». В мае 1988 года был одним из лидеров студенческой забастовки в своем университете. Также Адамович был один из основателей первых оппозиционных объединений среди студентов, в том числе Клуба политической мысли «Декания», Ассоциации «Конгресс Либералов» и Гданьского политического клуба имени Леха Бондовского.
После окончания университета в 1989 году, начал трудовую деятельность лаборантом на кафедре Истории права и общества Польши при своем же университете. В 1990—1993 годах занимал должность проректора по студенческой части. В своей научной деятельности занимался исследованием вопросов местного самоуправления во времена Польской Республики, получил степень магистра по бизнесу.
С 1999 года был женат на Магдалине Адамович (в девичестве Абрамская) — преподавательнице Гданьского университета. Дочери Антонина (род в 2003) и Тереза (род. в 2010).

## Политическая деятельность
В 1990—1994 гг. Павел Адамович был членом «Солидарности» и членом комитета профсоюза при Гданьском университете, позже его главой. В 1990 году от ИАС избран членом городского совета Гданьска. 

После выхода из «Солидарности» был членом Консервативной партии и Консервативно-народной партии от которой 1998 году был избран Президентом Гданьска. В 2001 году вступил в партию «Гражданская платформа», и стал главой её регионального отделения.
Был вновь избран президентом Гданьска на прямых выборах 10 ноября 2002 года набрав 72,2 % голосов. Переизбран в также в 2006, 2010, 2014 и 2018 годах с результатами 60,9 % 63,6 % 61,2 % и 64,8 % голосов избирателей соответственно. Вместе с должностью мэра Гданьска был также председателем наблюдательного совета при администрации Гданьского морского порта. Кроме того членом «Ассоциации работников партнеров и друзей польского Радио «Свободная Европа» им. Яна Новак-Езёраньского». Также с 2011 года был членом Комитета регионов от Гданьска.
Кроме того был членом наблюдательных советов при Восточно-Европейском колледже имени Яна Новак-Езёраньского во Вроцлаве, Фонда «Солидарность» и Фонда развития Гданьского университета. В 2007—2015 годах — член правления «Унии Польских Метрополий» — организации по сотрудничеству между крупными городами Польши.
В апреле 2018 года стал одним из основателей и главой политической ассоциации «Все для Гданьска».

### Скандалы
В марте 2015 — декабре 2016 года подвергся судебному разбирательству за фальсификацию данных в имущественной декларации, а также по подозрению в коррупции. В частности, в 2010—2012 годах Адамович указывал неверные данные о доходах; кроме того, оказалось, что мэр владеет особняком, стоимость которого значительно превышает его доходы. Изначально районным судом Гданьска был признан невиновным и получил денежную компенсацию за судебные издержки, а также было восстановлено его членство в Гражданской платформе, но затем в декабре 2016 года, по апелляции городского прокурора решение было отменено, а дело направлено на пересмотр.
13 июля 2018 года районным судом Гданьска был оштрафован на 2500 злотых за публичное оскорбление активиста ультраправой организации «Всепольская Молодежь». Однако 6 ноября 2018 года по апелляции адвокатов Адамовича ущерб от оскорбления был признан «незначительным», а решение о штрафе аннулировано.

## Покушение и смерть
13 января 2019 года во всей Польше состоялся XXVII «Большой Финал» благотворительной организации «Большой Оркестр Рождественской Помощи» (пол. Wielka Orkiestra Świątecznej Pomocy). Павел Адамович участвовал в заключительном концерте этого мероприятия, проходившего на площади Угольный Рынок (пол. Targ Węglowy) в центре Гданьска. В момент начала заключительного фейерверка под названием «Свет в небеса», между 19:55 и 20:00 (UTC—1), 27-летний ранее судимый за ограбление нескольких банков местный житель Стефан Вильмонт подбежал к стоящему на сцене Адамовичу и трижды ударил его ножом в живот и область сердца (по сообщениям польских СМИ, преступнику удалось миновать охрану сцены, предъявив поддельное удостоверение журналиста).
Перед тем, как его обезвредила охрана, злоумышленник выкрикнул в микрофон, что он был незаконно осуждён и что представители Гражданской платформы пытали его в тюрьме. Павел Адамович был в критическом состоянии доставлен в больницу при Университетском клиническом центре в Гданьске, перенёс сложную операцию, в ходе которой ему было перелито около 20 литров крови, но, несмотря на все усилия врачей, умер около 14:00 14 января 2019 года.
Исполняющий обязанности мэра Гданьска была назначена Александра Дулькевич. Был объявлен трёхдневный траур.
Прощание и похороны
17 января гроб с телом погибшего Павла Адамовича был выставлен в зимнем саду Европейского центра Солидарности в Гданьске под охраной почётного караула. За сутки с 17 по 18 января, более 53 000 жителей города пришли попрощаться с покойным мэром Гданьска.
18 января в 17:00 по местному времени, началось траурное шествие из центра Солидарности через Гданьск к Базилике Вознесения Пресвятой Девы Марии в сопровождении нескольких десятков тысяч местных жителей, а также членов семьи, гроб с телом покойного Павла Адамовича несли президент Варшавы Рафал Тшасковский, президент Сопота Яцек Карновский, мэр города Гливице Зигмунд Франкевич, президент Люблина Кшиштоф Жук, президент Познани Яцек Яськовяк и бывший президент Вроцлава Рафаэл Дуткевич. В 18:00 процессия прибыла к базилике, где во главе с митрополитом Гданьским, архиепископом Лешеком Глудзем началась траурная месса, после которой тело Павла Адамовича было кремировано.
Около 12:00 19 января урна с прахом Павла Адамовича была помещена в специальную нишу в Базилике Вознесения Пресвятой Девы Марии. На церемонии присутствовали президент Польши Анджей Дуда, премьер-министр Польши Матеуш Моравецкий, Дональд Туск, а также бывшие президенты Польши Лех Валенса, Александр Квасьневский и Бронислав Коморовский, кроме того многие другие политические и общественные деятели.